# Daniel Camus
Pour les articles homonymes, voir Daniel Camus (football) et Camus.
Daniel Camus est un journaliste et reporter photographe français né le 11 mai 1929 à Reims et mort le 30 septembre 1995 à Paris 14e.      
Photographe de l’Armée française comme appelé du contingent, il couvre la chute de Diên Biên Phu en 1954. Devenu reporter pour l’hebdomadaire Paris Match, il photographie les premiers jours de la révolution cubaine à La Havane en 1959.

## Biographie
Au début des années 50, Daniel Camus est photographe pigiste pour l’hebdomadaire Paris Match.
Équipé d’un Rolleiflex 6x6 et d’un Leica, le sergent Camus effectue son service militaire en Indochine depuis juin 1953, comme photographe pour le compte du SPI (Service Presse Information).
Il participe, du 13 mars au 7 mai 1954, à la bataille de Diên Biên Phu où il a été parachuté et où l’ont devancé deux opérateurs,  le cinéaste André Lebon qui, blessé à la jambe, est amputé sur place et évacué, et le photographe Raymond Martinoff, fauché par un obus et tué sur le coup. 
Le photographe Jean Péraud et le caméraman Pierre Schoendoerffer les remplacent auprès de Camus. Ils ont été déposés par le dernier avion ayant pu se poser dans la cuvette de Diên Biên Phu.
Après la chute du camp retranché le 7 mai 1954, Camus, Péraud et Schoendoerffer sont faits prisonniers avec la totalité des soldats encore vivants. Tous les trois cassent leurs caméras et appareils photos et voilent leurs pellicules.

« Vers trois heures, les combats cessèrent pratiquement. J’étais dans le PC du colonel Langlais avec mes camarades Schoendoerffer et Péraud. Voyant que tout était perdu, nous avons détruit à coup de crosse nos quatre Rolleiflex, les trois caméras et les deux Leica. »

— Albert de Saint Julien, Caméra au poing, Paris : Documents du monde, 1955, p. 225.
Jean Péraud parvient à s’enfuir du convoi de prisonniers, mais disparaît tragiquement dans la jungle. On ne le reverra plus.
À la suite des accords de Genève, Camus et Schoendoerffer sont libérés à Việt Trì le 24 août 1954, après trois mois de captivité dans des conditions inhumaines dans les camps du Việt Minh.
Ses photographies prises au cours de la bataille de Diên Biên Phu sont conservées avec celles de Jean Péraud au Fort d'Ivry où sont situées les archives photographiques de l'Armée française.
De retour en France, et rendu à la vie civile, Daniel Camus reprend son travail pour Paris Match, dont il devient rapidement un pilier du service photo.
En 1954 Camus couvre la guerre d'Algérie . Sous le contrôle de l'armée et du colonel Massu, il photographie la bataille d'Alger en 1957 pour Paris Match.
En janvier 1959, alors qu’il est en voyage de noces avec la journaliste de Paris Match Marie-Hélène Vivies, la révolution cubaine éclate à La Havane. Ils interrompent leur lune de miel pour couvrir l’événement : « Daniel (…) est parti avec son Leica, pour mettre la révolution “dans la boîte” », et le magazine sera le seul à publier des photos des premières heures de ces événements. Les « mariés de Paris Match » raconteront cette histoire dans un livre, Lune de miel chez Fidel Castro, publié en 1960.
Le 5 avril 1970, il est le dernier photographe à voir Gilles Caron vivant alors que ce dernier s'engage en voiture sur la route n°1 qui relie Phnom Penh à Saïgon en direction des combats dans une zone tenue par les Khmers rouges.
Daniel Camus meurt le 30 septembre 1995 à Paris, à l’âge de 66 ans.

## Distinctions
- Croix de guerre des Théâtres d'opérations extérieurs[14]
- Médaille militaire[14]

## Publications
- La Havane prend feu, par Marie-Hélène Vivies, photographies Daniel Camus, Paris Match, no 509, 10 janvier 1959.
- Lune de miel chez Fidel Castro, avec Marie Hélène Camus, Librairie Arthème Fayard, Paris, 1960.
- Dix ans après Diên Biên Phu. Notre photographe Daniel Camus y était, il se souvient, Supplément « Univers-Match » au no 757 du 12 octobre 1963.

Ouvrages collectifs
- Diên Biên Phu, Texte de Jules Roy, photos de Jean Péraud et Daniel Camus, Éditions Julliard, Paris, 1963.
- Guerre morte …il y avait une guerre d’Indochine, de Jean-Pierre Dannaud. Illustrations photographiques de Michel Aubin, Edouard Axelrad, Werner Bischof, Marcel Bourlette, Robert Bouvet, Daniel Camus, Raymond Cauchetier, Paul Corcuff, Raoul Coutard, Guy Defive, Dervoust, Yves Fayet, Pierre Ferrari, Ernst Haas, Jacques Jahan, Francis Jauréguy, Fernand Jentile, Georges Liron, René Martinoff, Missions étrangères, Nguyen Manh Danh, Jacques Oxenaar, Jean-Marie Pelou, Jean Péraud, Jean Petit, S.I.V.N., Raymond Varoqui. Supplément à la revue Indochine Sud-Est Asiatique, Imp. Georges Lang, Paris, 1954. La Pensée Moderne, 1973
- Images de guerre, Les trésors des archives de Paris Match, sous la direction de Roger Thérond, photos de Daniel Camus, Jean-Pierre Pedrazzini, Michel Descamps, François Pagès, Claude Azoulay, Jean-Claude Sauer, Bernard Wis et Benoit Gysembergh,  Éditions Filipacchi,  2002.

## Expositions
Expositions collectives
- 2010/11 : L'Indochine en guerre, des images sous contrôle [1945-1954], Musée Nicéphore-Niépce, Chalons-sur-Saône[15].
- 2011 : Peur sur la ville, La Monnaie de Paris.
- 2013/2014 : Indochine. Des territoires et des hommes, 1856-1956, Musée de l’Armée, Paris
- 2015 : 100 ans de photographie aux armées : photographes de Diên Biên Phu, Jean Péraud et Daniel Camus, Musée de l'Armée, Paris.
- 2020 : Deauville dans l’œil de Paris Match, sur la promenade des Planches, à Deauville[16].

## Récompense
1959 : World Press Photo Contest, News, Singles, 3rd prize, pour sa couverture de la révolution cubaine à La Havane.

## Documentaire
- Les Yeux brûlés, film documentaire français réalisé par Laurent Roth en 1986, sorti en 2015. Film de commande de l'ECPAD, il met en scène Mireille Perrier qui s'entretient, autour de la mémoire de Jean Péraud, avec des reporters de guerre du XXe siècle (par ordre d'apparition : André Lebon, Daniel Camus, Pierre Ferrari, Raoul Coutard, Marc Flament, Pierre Schoendoerffer) sur la nature de leur travail et leur rôle dans la production des images de guerre ainsi que de leur place au front.
- Filmer la guerre d'Indochine, documentaire de Jean-Yves Le Naour et Cédric Condom, 57 min, 2009.

## Vidéogramme
- Interview du reporter photographe Daniel Camus sur la dangerosité de son métier, extrait de Chambre noire, Institut national de l’Audiovisuel, 3 octobre 1964.